# 콜린 새먼
콜린 새먼(Colin Salmon, 1962년 12월 6일 ~ )은 잉글랜드의 배우이다.

## 출연 작품
- 레지던트 이블
- 모털 엔진 - 처들리 포머로이 역
- 리미트리스 드라마 - 제러드 샌즈 역
- 노바디 - 이발사 역
- 프레이 포 더 데블 - 퀸 신부 역